# Església Catòlica Siro-malabar
L'Església Catòlica Siro-Malabar (siríac: ܥܸܕܬܵܐ ܩܵܬܘܿܠܝܼܩܝܼ ܕܡܲܠܲܒܵܪ ܣܘܼܪܝܵܝܵܐ, Edta Qatholiqi D'Malabar Suryaya; malaiàlam: മലബാറിലെ സുറിയാനി കത്തോലിക്ക സഭ, Malabarile Suriyani catholika Sabha; llatí: Ecclesia Syrorum Malabarensium, ‘Església dels sirians malabars') o Ésglésia dels catòlics sirians de Malabar és una església catòlica oriental arxiepiscopal major amb seu a Kerala, Índia. És una església particular autònoma (en llatí sui iuris) en plena comunió amb el Papa i l'Església catòlica, amb autogovern sota el Codi de Cànons de les Esglésies Orientals. L'Església està encapçalada pel Metropolità i Porta de tota l'Índia, el cardenal arquebisbe major Maran Mar George Alencherry. El nom siro-malabar està formada per «siro», amb relació a Síria i els sirians, ja que l'església utilitza la litúrgia del ritu sirià oriental, i per «malabar», que és el nom històric de la moderna Kerala. El nom ha estat utilitzat al documents oficials del Vaticà des del segle XIX.
L'església siro-malabar és la més gran de les denominades esglésias dels Cristians de Sant Tomàs ("Nasrani") amb més de 4 milions de creients i rastreja els seus orígens a l'activitat evangèlica de Tomàs apòstol al segle i. La primera presència cristiana organitzada a l'Índia data del segle iii, quan es van establir missioners perses de la tradició de ritu sirià oriental, membres de la que després es va convertir en l'Església de l'Orient o Església Nestoriana. A l'actual Kerala. L'Església d'Orient compartia comunió amb la Gran Església (catolicisme i ortodoxia) fins al Concili d'Efes del segle v, separant-se principalment per diferències en la cristologia, però també per raons polítiques com les guerres romano-sassànides que es van produir entre els imperis romà i persa. L'església Siro-Malabar utilitza una variant llatinitzada de la litúrgia dels sants Mar Addai i Mar Mari pertanyents al ritu siríac oriental de la històrica Església de l'Orient, que data del segle iii a Edessa, Alta Mesopotàmia com a tal. una part del cristianisme siríac per la litúrgia i patrimoni.
La impopularitat del Patriarca de l'Església Oriental Shemon VII Ishoyahb va provocar el cisma de 1552; els opositors van nomenar el monjo Shimun VIII Yohannan Sulaqa com a patriarca rival. La consagració posterior de Sulaqa pel papa Juli III (1550-55) va veure una divisió permanent dins de l'Església Oriental. El retrobament amb Roma va donar lloc a la formació de la moderna església catòlica caldea de l'Iraq. Posteriorment, el bisbe de l'Església Oriental, Mar Abraham d'Angamaly, va ser nomenat pel papa Pius IV (1559–65) com a metropolità i porta de tota l'Índia dels Cristians de Tomàs (arquebisbe d'Angamaly) el 1565. El 1597, Mar Abraham d'Angamalia va morir, sent l'últim bisbe enviat des de l'Església Oriental. Malauradament, l'arquebisbe catòlic llatí portuguès de Goa, Aleixo de Menezes, va derrotar la diòcesi d'Angamalia i va nomenar el jesuïta Francisco Ros com a arquebisbe d'Angamalia. Menezes va celebrar el Sínode de Diamper el 1599 per portar als cristians de Thomas sota l'autoritat de l'Arquebisbat de Goa. El domini opressiu del padrocado portuguès va provocar finalment una revolta el 1653, coneguda com el Jurament de la Creu de Coonan. El Puthenkuttukar, o la facció de "Nou Partit" va sorgir després del Jurament, que va resistir a l'autoritat del patriarcat portuguès, sota el lideratge de l'ardiaca Mar Maroma Thoma I, i va formar l'Església de Malankara que va entrar en una nova relació amb l'Església ortodoxa siríaca d'Antioquia.
L'església siro-malabar descendeix de la part de la comunitat coneguda com a Pazhayakuttukar, o "Partit Vell", que després del Jurament de la Creu de Coonan el 1653, sota el lideratge de l'ardiaca Palliveettil Mar Chandy va tornar a entrar en comunió formal amb la Santa Seu de Roma; a causa dels esforços de reconciliació dels missioners carmelites descalços (OCD) enviats pel papa Alexandre VII (1665-67). El clergat carmelita catòlic llatí d'Europa servia com a bisbes i l'Església, juntament amb els catòlics llatins, es trobava sota el vicariat apostòlic de Malabar. Segons narra Mar Paremmakkal Thoma Kathanar al diari de viatge Varthamanappusthakam (datat al 1790), es coneixia aleshores com a Malankare Kaldaya Suriyani Sabha ("Església sirànica de Caledònia de Malankara"). El 1887, la Santa Seu va establir dos vicariats apostòlics, Thrissur i Kottayam sota la direcció dels bisbes indígenes siro-malabars, i van nomenar l'Església com a "Església Siro-Malabar" per distingir-los dels llatins. La Santa Seu va tornar a organitzar els vicariats apostòlics de nou el 1896, en tres vicariats apostòlics (Thrissur, Ernakulam, Changanassery). Un quart vicariat apostòlic (Kottayam) es va establir el 1911 per als catòlics de Knanaya. El 1923, el papa Pius XI (1922–39) va establir una jerarquia Siro-Malabar amb Ernakulam-Angamaly com a Seu Metropolitana i Mar Augustine Kandathil com a primer Cap i arquebisbe de l'Església. El 1992, el papa Joan Pau II (1978-05) va elevar l'Església Siro-Malabar al grau arxiepiscopal major i va nomenar el cardenal Antony Padiyara d'Ernakulam com a primer arquebisbe major. L'Església Siro-Malabar comparteix la mateixa litúrgia amb l'Església catòlica caldea amb seu a l'Iraq i l'Església assíria de l'Orient amb seu a l'Iraq (incloent-hi l'arxidiòcesi lEsglésia caldea siriana de l'Índia). L'Església Siro-Malabar és la tercera església particular (sui juris) de l'Església catòlica (després de l'Església llatina o romana i l'Església grecocatòlica ucraïnesa).
El catolicisme dins de l'Església Siro-Malabar és únic perquè s'ha inculturat amb costums tradicionals hindús que formen part integrant de la cultura tradicional de l'Índia. Com a estudiós i teòleg Mar Placid Podipara descriu l'Església com a «hindú (índia) en cultura, cristiana (catòlica) en religió i oriental (ritu siríac oriental) en culte». L'Església és predominantment del grup ètnic malayalikal i parlen malaiàlam. Encara que són una Església Oriental, els membres són sovint coneguts col·loquialment com a «catòlics romans» (RC, segons les sigles en anglès) i com a «cristians sirians catòlics romans» (RCSC, segons les sigles en anglès) a l'estat de Kerala. Després de l'emigració dels seus membres, les eparquies s'han obert a altres parts de l'Índia i d'altres països a causa de facilitar la diàspora malaiiana que viu al món occidental . Hi ha quatre eparquies (diòcesis) fora de l'Índia. Santa Alphonsa és el primer sant canonitzat de l'Església, seguit de sant Kuriakose Chavara, santa Eufrasia i santa Mariam Thresia. És una de les dues esglésies catòliques orientals de l'Índia, l'altra és l'Església catòlica siriana de Malankara que representa la facció de l'Església de Malankara que va tornar a la plena comunió amb la Santa Seu de Roma el 1930.

## Història

### Cristians de Sant Tomàs

Cristians de Sant Tomàs - Divisions

Segons la tradició, l'Església a l'Índia va ser fundada per Tomàs apòstol, qui hauria arribat a Muziris prop de Cranganore el 21 de novembre de 52 i va fundar 7 esglésies. Per això els seus membres són coneguts com a «cristians de Sant Tomàs». Tomàs hauria estat martiritzat el 3 de juliol de 72 a Mylapore, on es troba la seva tomba. Des del segle iv l'Església índia va entrar en relacions amb l'Església persa de Seleucia-Cesifont. El catolicós de l'Església de l'Orient enviava un bisbe a Cranganore, que usava el títol de metropolità i porta de tota l'Índia. L'arquebisbe Yohannan de l'Índia va participar al Concili de Nicea I en 325. A causa d'una persecució a Síria oriental i Pèrsia, el 345 es fundà un establiment d'hebreus cristians a Kottayam al sud de l'Índia per Thomas Kanai, qui va arribar amb el bisbe Uraha Mar Yausef, 4 sacerdots i 72 famílies. Aquest grup és l'origen dels knanaies.
L'Església índia va dependre de la metròpoli de Fars, a Rev Ardashir, sense tenir un bisbe fins que el patriarca Ishoyahb III (649-659) de Selèucia-Ctesifont (o el patriarca Sliba-zkha (714-728), segons una altra font) va crear una diòcesi a l'Índia. El patriarca Timoteu I (780-823) va crear la província metropolitana de l'Índia, cessant la dependència de Fars, probablement el 823 i amb dues seus sufragànies. Poques dècades després l'Església índia s'havia quedat sense clergat i va enviar una delegació a Mesopotàmia a sol·licitar bisbes. El patriarca Enosh en resposta, cap a 880, va consagrar el metropolità Yohannan per l'Índia i a dos bisbes sufraganis, un per a l'illa de Socotra i l'altre per a Masin, tradicionalment identificat com el sud de la Xina. Yohannan va fixar la seva residència a Cranganore. No obstant això, l'Índia no figura entre les províncies de l'Església de l'Orient a la llista que Eliya de Damasc va realitzar a 893. El lideratge de l'Església a l'Índia estava formalment en mans dels bisbes enviats des de Pèrsia, però pel fet que no coneixien l'idioma local (el malayalam), es limitaven a realitzar les celebracions litúrgiques en siríac, confiant l'administració de la diòcesi a un sacerdot local que tenia títol d'ardiaca.
A causa de la invasió seljúcida de Mesopotàmia, la província índia hauria estat suprimida per la impossibilitat d'arribar-hi. Les relacions efectives haurien estat restaurades en 1301 i l'Índia va ser llistada com una de la províncies exteriors de l'Església de l'Orient per l'historiador 'Amr en 1348. Davant el col·lapse de l'Església nestoriana en la major part d'Àsia a finals del segle xiv, l'Índia va deixar de tenir un bisbe i la seva autoritat va quedar reduïda a l'ardiaca.
En 1491 l'ardiaca va despatxar enviats al patriarca de l'Església de l'Orient, al Patriarca Copte d'Alexandria i al patriarca sirià d'Antioquia, sol·licitant l'enviament d'un bisbe. El patriarca Shem'on IV Basidi de l'Església de l'Orient va consagrar dos bisbes, Thoma i Yuhanon, i els va enviar a l'Índia. No obstant això, els anys de separació van fer que l'ardiaca fos el poder efectiu entre els cristians de Sant Tomàs i els bisbes fossin tractats com a hostes.

### L'arribada dels portuguesos a l'Índia
El portuguès Vasco de Gama va desembarcar a la costa de Malabar el 14 de maig de 1498 i després cada any van arribar flotes portugueses que van prendre el control del litoral sud i oriental de l'Índia, assegurant-se que el monopoli del comerç i la navegació a l'oceà Índic. Els primers contactes portuguesos amb la comunitat cristiana local van ser molt positius, ja que els europeus van ser vistos com a alliberadors de l'assetjament a què els sotmetien els navegants àrabs.
En 1552 es va produir un cisma a l'Església de l'Orient i el 1553 Yohannan Sulaqa va ser reconegut com el primer patriarca de l'Església Catòlica Caldea i va enviar al seu germà José Sulaqa com metropolità de l'Índia en comunió amb el papa. José Sulaqa va arribar a la costa Malabar en 1558 quan ja hi eren els portuguesos, que el van enviar a Lisboa en 1568. El segon patriarca caldeu va enviar al bisbe Abraham que va arribar a Goa el 1563 amb l'aprovació papal i va assumir en 1568. El 29 d'agost de 1567 va ser traslladada l'arxidiòcesi caldea des Cranganore a Angamaly com a seu metropolitana pel papa Pius IV, sent bisbe Abraham, qui va morir en 1597. Va ser l'últim arquebisbe caldeu de Angamaly i metropolità de tota l'Índia.
La majoria dels historiadors occidentals estan d'acord amb l'opinió que el controvertit Sínode de Diamper (20 de juny de 1599) encapçalat per l'arquebisbe portuguès de Goa, Aleixo de Meneses, va separar per la força als cristians de Sant Tomàs de l'Església caldea posant-los sota dependència llatina. És clar que després de l'arribada dels portuguesos va haver-hi significatives tensions respecte al nomenament d'autoritats portugueses i persecució dels cristians de Sant Tomàs. El sínode va prohibir l'ús i destruir un cert nombre de llibres siríacs i va fer canvis en la litúrgia considerada nestoriana. El 20 de desembre de 1599 el bisbe Francis Ros va ser nomenat comissionat i administrador dels cristians de Sant Tomàs al capdavant de la diòcesi d'Angamaly, que es trobava vacant. El 4 d'agost de 1600 el Padroado portuguès va ser estès als siríacs de Malabar. Va començar la llatinització de l'Església siro-malabar i la seu va ser transferida a Cranganore el 3 de desembre de 1609, quedant suprimida l'arxidiòcesi d'Angamaly. El 22 de desembre de 1610 l'arquebisbe de Goa va limitar l'àrea jurisdiccional dels bisbes dels cristians de Sant Tomàs a la costa Malabar.
Una protesta, coneguda com el Jurament de la Creu de Coonan, va tenir lloc en 1653. Sota el lideratge de l'ardiaca Tomàs un grup de cristians de Sant Tomàs van fer un jurament públicament que no obeirien a l'arquebisbe jesuïta García de Cranganore o a qualsevol altre prelat dels "paulistes" (sacerdots jesuïtes del Seminari de Sant Pau de Goa), encara que diverses versions existeixen sobre el fet. La Santa Seu va enviar carmelites en 1655 que van aconseguir reconciliar molts cristians de Sant Tomàs. Entre 1661 i 1662 de les 116 esglésies que tenien, els partidaris dels carmelites en van retenir 84, mentre que els partidaris de l'ardiaca Tomàs es van quedar amb 32 esglésies. Els primers, que van romandre catòlics, van passar a ser coneguts com a siro-malabars, mentre que els segons van ser el nucli del que descendeixen els siro-malankares (catòlics, antioquens i independents), de l'Església malabar independent de Thozhiyur i de l'Església de mar Thoma. En 1663 la Companyia Neerlandesa de les Índies Orientals va derrotar els portuguesos a l'Índia i va brindar ajuda a la facció de l'ardiaca Tomàs.
En 1665 va arribar a l'Índia Gregori, un bisbe enviat pel patriarca sirià jacobita d'Antioquia. El grup dissident liderat per l'ardiaca Tomàs li va donar la benvinguda, i va acceptar la cristologia no calcedoniana i la tradició litúrgica siríac-antioquena («litúrgia de Sant Jaume») de l'Església ortodoxa siriana. Aquest fet va marcar el cisma formal en la comunitat de Sant Tomàs.

### Siro-malabars
El 3 de desembre de 1659 el papa Alexandre VII va crear el vicariat apostòlic de Malabar. El 24 de desembre de 1659 el bisbe Giuseppe Sebastiani va arribar a Kerala amb poders especial delegats pel papa per consagrar bisbes a Malabar, donant inici a la jurisdicció de la Propaganda Fide a Kerala. El 31 de gener de 1663 va consagrar bisbe a Chandy Parampil, primer vicari apostòlic de Malabar. En 1700 els cristians de Sant Tomàs estaven sota doble jurisdicció, del vicari apostòlic a Verapoly i de l'arquebisbe de Cranganore sota el Padroado portuguès. El 13 de març de 1709 el papa Climent XI va suprimir el vicariat apostòlic de Malabar i va crear el de Verapoly.
Al desembre de 1790 es va produir la invasió del sultà de Cochin i moltes antigues esglésies van ser destruïdes, al costat del seminari sirià. La seu d'Angamaly va ser traslladada a Alengad i després a Vadayar a Travancore. La invasió va produir molts màrtirs i l'emigració de part de la població a Travancore. El 24 d'abril de 1838 el metropolitanat de Cranganore (o Angamaly) i la diòcesi de Cochin van ser suprimides i els seus territoris agregats al vicariat apostòlic de Verapoly mitjançant el breu Multa Praeclara del papa Gregori XVI. En 1861 Elias Chavara va ser nomenat vicari general per als cristians de Sant Tomàs. L'1 d'agost de 1874 el bisbe caldeu Elías Melus va arribar a Kerala i va ser excomunicat el 25 d'octubre de 1874, originant un cisma en unir-se a l'Església Assíria Oriental.
El 20 de maig de 1887 van ser creats els vicariatos apostòlics siro-malabars de Kottayam i de Trichur mitjançant el breu Quod Jam Pridem del papa Lleó XIII, quedant els cristians de Sant Tomàs completament segregats de la jurisdicció de l'arxidiòcesi de Verapoly i del Padroado portuguès. El 1891 el vicari apostòlic de Kottayam canviar la seva residència a Changancherry. Mitjançant el breu Quae Rei Sacrae del 28 de juliol de 1896 els vicariats van ser reorganitzats en 3 vicariats apostòlics en crear-se el d'Ernakulam amb parts dels dos originals i redenominat Changanacherry al de Kottayam. El 29 d'agost de 1911 el papa Pius X va crear el vicariat apostòlic de Kottayam per als sudhistas o knanaies de ritu siro-malabar. El 21 de desembre de 1923 va ser establerta la jerarquia siro-malabar en crear-se la archieparquía metropolitana d'Ernakulam amb Trichur, Changanacherry i Kottayam com eparquías sufragànies.
En 1934 el papa Pius XI va iniciar un procés de reformes litúrgiques que hauria de restaurar la naturalesa oriental del pesadament llatinitzat ritu siro-malabar. Una litúrgia eucarística, presa de les fonts originals sirianes orientals va ser aprovada per Pius XII en 1957 i introduïda en 1962, de manera que la divina litúrgia d'Addai i Mari és celebrada en malayalam, la llengua nativa de Kerala . Hi ha hagut una forta resistència a aquesta reforma i la majoria de les diòcesis siro-malabars continuen usant un ritu que és gairebé indistingible de la missa llatina. El 1998 el papa Joan Pau II va donar als bisbes siro-malabars autoritat en matèria litúrgica en un esforç per facilitar la resolució de les disputes.
El papa Pius XII mitjançant la butlla Saepe Fidelis el 29 d'abril de 1955 va estendre la jurisdicció del eparca de Trichur al districte civil de Coimbatore. En 1962 va ser creada el Chanda la primera missió siro-malabar fora de Kerala. El 20 de juny de 1974 el papa Pau VI, mitjançant la butlla Apostolico requeridor, va dividir l'eparquia de Trichur per crear l'eparquia de Palakkad en els districtes civils de Palakkad i Coimbatore. El 22 de juny de 1978 el papa Pau VI va separar de l'eparquia de Trichur Taluk de Kodungalloor, gran part de Mukundapuram i petites porcions de Paravoor i de Aluva al nord del riu Chalakudy per crear l'eparquia d'Irinjalakuda mitjançant la butlla Trichuriensis Eparchiae.
El 16 de desembre de 1992 el papa Joan Pau II va elevar l'estatus de l'Església siro-malabar a arxiepiscopal major, amb el títol d'Ernakulam-Angamaly mitjançant la constitució apostòlica Quae Majori. Antony Padiyara va ser nomenat el seu primer arxieparca major. El 20 de maig de 1993 va tenir lloc el primer sínode de l'Església catòlica siro-malabar (Synodus Ecclesiae Syrae Malabarensis), sent investit el cardenal Antony Padiyara en les seves funcions. El 1996 els bisbes Gregory Karotemprel i Joseph Pallikaparambil van ser designats visitadors apostòlics als Estats Units i Canadà, i a Europa i el Regne Unit, respectivament. El 3 de juliol de 1998 va ser inaugurada la cúria arxiepiscopal major en Mount St Thomas en Kakkanad.

## Identitat Siro-Malabar
L'historiador i teòleg siro-Malabar Fr. Placid Podipara ho descriu com «cristià per fe, indi per cultura i oriental sirià/siríac/oriental en litúrgia». Avui, l'Església siro-Malabar és la segona església catòlica oriental més gran del món amb més de 5,1 milions de membres a tot el món.

### Fe i comunió de siro-malabars
Els cristians de Sant Tomàs van obtenir els seus bisbes de l'Església Assíria Oriental/ Església caldea de vers el 300 dC fins a la fi del segle xvi, fins que va ser aturatt pels catòlics portuguesos de ritu romà el 1597, després de la mort de Mar Abraham.

## Litúrgia
Segons la tradició siríaca oriental, el dia litúrgic de l'Església siro-Malabar comença al capvespre (18:00). El fidel també ha d'encarar-se cap a l'est mentre venera. Això no es segueix després de la llatinització.
Segons la tradició ortodoxa siríaca oriental que predominava abans de la inducció del catolicisme, hi ha set vegades de pregària:
- Ramsha (ܪܲܡܫܵܐ) o Litúrgia de la nit (18 h)
- Suba-a (ܣܘܼܒܵܥܵܐ) o la cena Litúrgia (21 h)
- Lelya (ܠܸܠܝܵܐ) o la litúrgia nocturna (12 h)
- Qala d-Shahra (ܩܵܠܵܐ ܕܫܲܗܪܵ) o la litúrgia vigília (3 h)
- Sapra (ܨܲܦܪܵܐ) o la litúrgia matinal (6 h)
- Quta'a (ܩܘܼܛܵܥܵܐ) o Liturgia de la Tercera Hora (9 h)
- Endana (ܥܸܕܵܢܵܐ) o Litúrgia del migdia (12 h)

La Santa Missa, que es diu santa Qurbana en arameu oriental sirià i significa “eucaristia”, se celebra de forma solemne els diumenges i ocasions especials. Durant la celebració de la Qurbana, sacerdots i diaques fan servir vestits elaborats que són únics a l'Església catòlica Siro-Malabar.

### Restauració de la litúrgia siríaca oriental

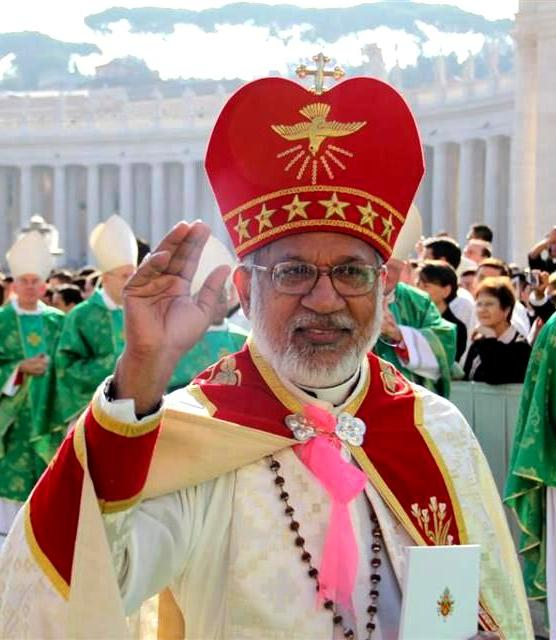
El Metropolità i Porta de tota l'Índia Mar Geevarghese metropolitana, Successora de Marthoma Sleeha (Sant Tomàs Apòstol).

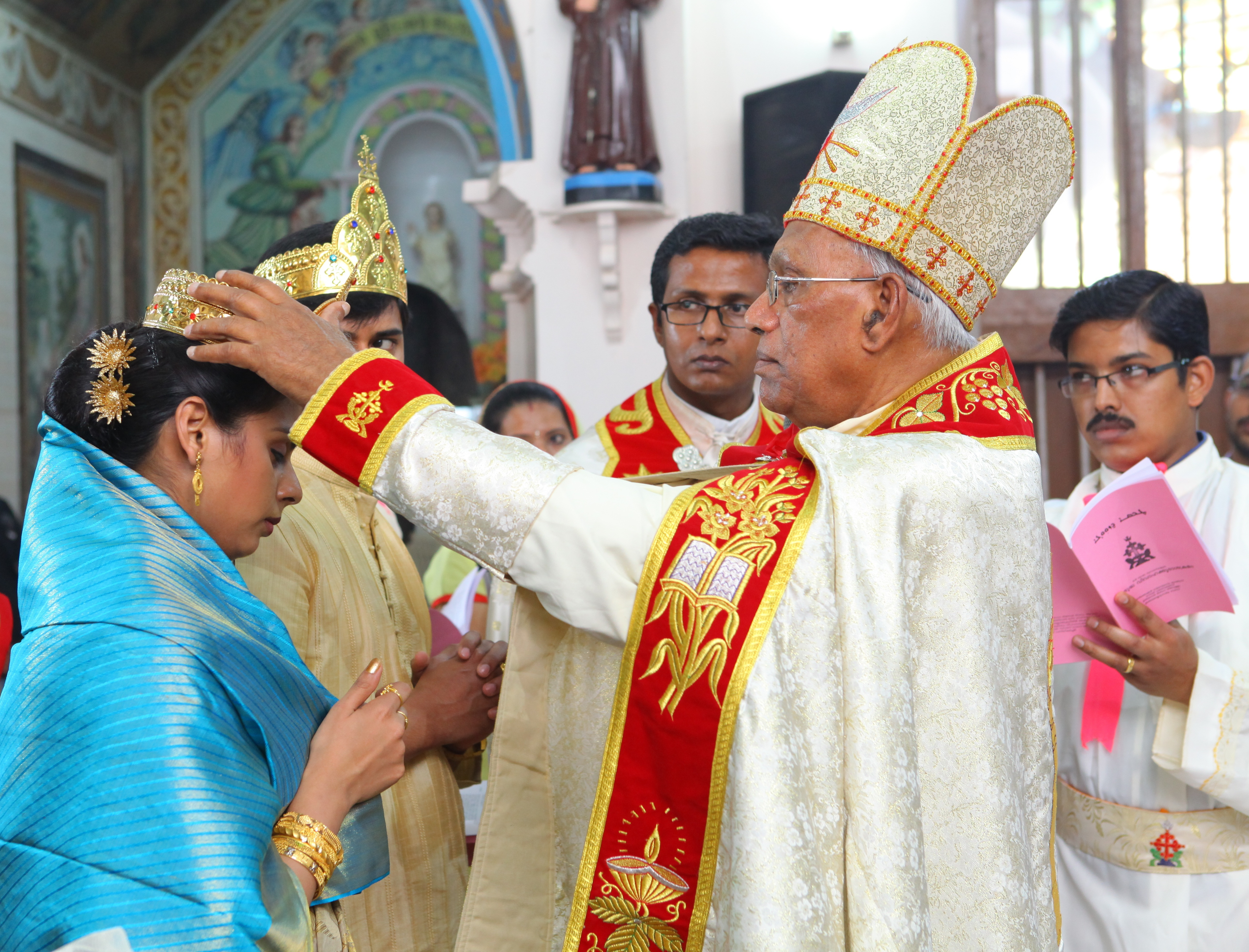
Cerimònia de coronació durant un casament siro-malabar

La litúrgia siríaca oriental té tres anàfores: les dels Sants Apòstols (Sants Addai i Mari), Mar Nestorius i Mar Teodor l'Intèrpret. La primera és la més utilitzada popularment i àmpliament. El segon s'utilitzava tradicionalment a l'Epifania i a les festes de Sant Joan Baptista i dels Metges grecs, ambdues que es produeixen a la marea d'Epifania el dimecres de la Rogació dels Ninivets, i el dijous de maig. El tercer s'utilitza (excepte quan s'ordena el segon) des d'Advent fins a Diumenge de Rams. La mateixa part pro-anaforal serveix per als tres.
A la segona meitat del segle xx, es va produir un moviment per comprendre millor els ritus litúrgics. Una litúrgia eucarística restaurada, basada en les fonts originals de Síria Oriental, va ser aprovada pel papa Pius XII el 1957 i per primera vegada a la festa de Sant Tomàs, el 3 de juliol de 1962, es va introduir la llengua vernacla, el malayalam, per a la celebració del Qurbana siro-malabar. Actualment celebren la Divina Litúrgia d'Addai i Mari i l'Anàfora de Mar Teodr majoritàriamen en malayalam, amb influències siríaques i angleses.
A més de l'anàfores de Mar Addai i Mari que s'utilitza actualment en la litúrgia siro-Malabar, hi ha dues anàfores més conegudes com a Anàfora de Mar Theodore i Anàfora de Mar Nestorius. Que l'Anàfora de Mar Theodore que va ser retirada del seu ús després del sínode de Diamper (un gran nombre d'esglésies la van fer servir fins al 1896) es torni a utilitzar a l'Església siro-malabar després de 415 anys és de fet una realitat històrica important. L'església de siro-malabar va rebutjar el Sínode de Diamper i, el papa Pius XII, durant el procés de restauració del Qurbana siro-malabar el 1957 havia sol·licitat la restauració de les Anàfores de Mar Teodore i Mar Nestorius. L'esborrany de l'Anàfora de Mar Teodore va ser restaurat després d'un minuciós estudi del Comitè Litúrgic Central, el Centre de Recerca Litúrgica, diversos subcomitès i les comissions litúrgiques eparquials. S'han fet molts canvis adaptats als temps en les oracions mantenint la màxima fidelitat al text original de la segona anàfora. Va ser aquest text tan preparat que va ser enviat a Roma per al reconeixement de la Seu Apostòlica d'acord amb la decisió del sínode siro-malabar. La Congregació per a les esglésies orientals va aprovar el seu ús d'aquesta anàfora de forma experimental durant tres anys el 15 de desembre de 2012.
Després de gairebé 420 anys, l'Anàfora de Mar Nestorius es restaurà a l'església Siro-Malabar. Després de l'anomenat Sínode de Diamper, qualsevol text relacionat amb Mar Nestorius van ser cremats sistemàticament pels jesuïtes, que van representar i governar l'Església llatina de l'Índia el 1599. D'una manera, l'església de Siro-Malabar va rebutjar el Sínode de Diamber (Udayamperoor) mitjançant la restauració de l'Anàfora de Mar Theodore i Anàfora de Mar Nestorius.
La llatinització de les esglésies del ritu siro-malabar es va posar al capdavant quan el 1896 Ladislaus Zaleski, el delegat apostòlic a l'Índia, va sol·licitar permís per traduir el pontifical romà al siríac. Aquesta va ser l'elecció d'alguns prelats malabars, que van triar-la per davant dels pontificals del ritu sirià oriental i del ritu siríac occidental. Un gran nombre de siro-malabars eren cismàtics assiris en aquell moment i diversos problemes i preocupacions van retardar l'aprovació d'aquesta traducció, fins que el 1934 el papa Pius XI va declarar que la llatinització ja no s'hauria d'incentivar entre els catòlics de ritu oriental. Va iniciar un procés de reforma litúrgica que pretenia restaurar la naturalesa oriental del ritu Siro-Malabar llatinitzat. Una litúrgia eucarística restaurada, basada en les fonts originals de Síria Oriental, va ser aprovada per Pius XII el 1957 i introduïda el 1962.
L'església utilitza una de les diverses traduccions bíbliques al malayalam.

### Calendari litúrgic
L'església de Siro-Malabar té el seu propi any litúrgic. S'ordena segons el flux de la història de la salvació. Se centra en la vida històrica de Jesús. Hi ha nou estacions per a l'any litúrgic. Són:
1. Anunciació (Suvara)
2. Nativitat de Jesús
3. Epifania (Denha)
4. Gran dejuni (Sawma Rabba)
5. Resurrecció (Qyamta)
6. Apòstols  (Slihe)
7. Estiu (Qaita)
8. Elies-Creu-Moisès (Elijah-Sliba-Muse)
9. Dedicació de l'Església (Qudas-Edta)

### Festes majors
Les festes majors de l'Església són,
- Dukrana del Pare en la Fe – Mar Thoma Shliha commemorada el 3 de juliol
- Marth Alphonsa - commemorada el 28 de juliol
- Sant Kuriakose Elias Chavara - commemorat el 3 de gener
- Mar Varghese Payyappilly Palakkappilly - commemorada el 5 d'octubre
- Santa Eufrasia - commemorada el 29 d'agost
- Mar Bartholomeo Sleeha - commemorat el 24 d'agost
- Marth Shmoni i els seus 7 fills, commemorats el 21 d'agost
- L'Assumpció de Santa Maria (Shoonaya), commemorada el 15 d'agost
- Transfiguració (Geliyana) : commemorada el 6 d'agost
- Mar Addai i Mar Mari - commemorats al segon divendres de Qaita (estiu)
- Els 12 Apòstols de nostre Senyor, Iso 'Misiha - commemorats el 19 de juliol
- Els 70 apòstols, commemorats el 17 de juliol
- Mar Quriaqos i la mare Yolethe - commemorats el 15 de juliol
- Mar Aprem: commemorada el 9 de juny
- Santa Mariam Thresia: commemorada el 8 de juny
- Santa Pentecosta - commemorada el 31 de maig
- L'Ascensió del nostre Senyor, Iso 'Misiha (Sulaqa) - commemorada el 21 de maig
- Mar Addai Shliha - commemorat el 10 de maig
- Mar Geevarghese Sahada - commemorada el 24 d'abril
- Nou diumenge - commemorat el 19 d'abril
- El Dia de Tots Sants: es commemora el primer divendres de la temporada de resurrecció
- Entrada del nostre Senyor, Iso 'Misiha a Jerusalem - Oshana diumenge
- L'Anunciació de Santa Maria (Subara) - commemorada el 25 de març
- Record de tots els fidels difunts (Kol Anidhe) - commemorat el divendres passat de Denha
- La festa de Denha, l'Epifania - commemorada el 6 de gener
- La Nativitat del nostre Senyor, Déu i Salvador Iso M'siha (Yaldha) - commemorada el 25 de desembre
- Immaculada Concepció de Santa Maria, commemorada el 8 de desembre
- Mar Augustinose Kunjachan - commemorat el 16 d'octubre
- Festa de la Pasqua (Pesha)

## Jerarquia Siro-Malabar

### Llista dels Arquebisbes Majors
També coneguts com a Metropolità i Porta de tota l'Índia, els principals arquebisbes de l'Església catòlica Syr-Malabar són:
- Antony Padiyara (1992-1997)
- Varkey Vithayathil (1997-2011)
- George Alencherry (2011–present)

### Cúria arxispiscopal major Siro-Malabar
La cúria de l'Església Siro-Malabar va començar a funcionar el març de 1993 a la casa de l'arquebisbe d'Ernakulam-Angamaly. Més tard, el 27 de maig de 1995, es va traslladar a nous locals del Mont St. Thomas a prop de Kakkanad, Kochi. El nou edifici curial es va inaugurar el 3 de juliol de 1998.
L'administració de l'Església Siro-Malabar té funcions executives i judicials. L'arquebisbe major, els funcionaris, diverses comissions, comitès i el sínode permanent formen la part executiva. El sínode permanent i altres oficines es formen d'acord amb el CCEO. Els càrrecs inclouen el canceller, el vicerector i altres. L'arquebisbe major nomena diverses comissions: Litúrgia, cura pastoral del migrant i evangelització, llei particular, catecisme, ecumenisme, doctrina catòlica, clergat i instituts de vida consagrada i societats de vida apostòlica. Els membres de les comissions solen ser bisbes. Però també hi ha capellans en diferents comissions. Per a activitats judicials, hi ha el tribunal ordinari arxiepiscopal major format d'acord amb CCEO, i té un estatut i personal suficient amb un president, com a responsable. Actualment, el doctor José Chiramel és el president. La cúria arxiepiscopal major funciona a l'edifici curial de Kerala, Índia.
Han preparat la llei particular per a la seva Església i han promulgat part a part en Synodal News, el Butlletí oficial d'aquesta Església. Hi ha estatuts per al sínode permanent, per als tribunals superior i ordinari. Quant a economia, CCEO c. 122 § 2 és específic en la llei particular que el mandat és de cinc anys i la mateixa persona no serà nomenada per més de dos mandats consecutivament.

### Províncies, (Arxi)eparquies i altres jurisdiccions

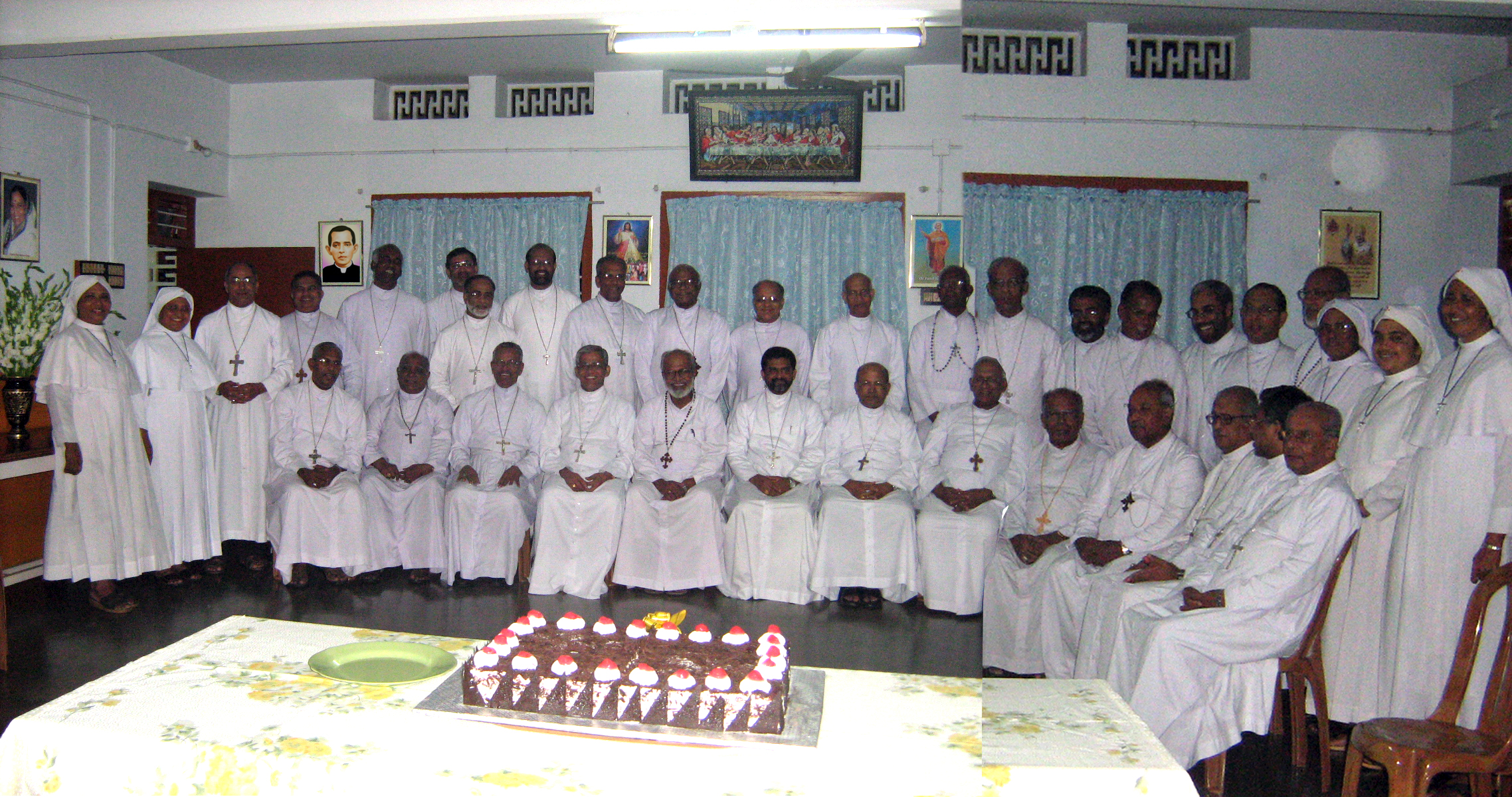
Bisbes siro-malabaristes al Generalat de les Germanes de la destituïda

Hi ha 35 eparquies. En l'actualitat, cinc d'elles són arxieparquies, totes al sud de l'Índia. La seu de l'Arquebisbe major, Ernakulam-Angamaly, Changanacherry, Trichur, Tellicherry i Kottayam.
La resta són 13 eparquies sufragànies: Bhadravathi, Belthangady, Irinjalakuda, Kanjirapally, Kothamangalam, Idukki, Mananthavady, Mandya, Palai, Palghat, Ramanathapuram, Thamarassery i Thuckalay dins del territori canònic de l'Església Archiepiscopal Major.
Hi ha 13 eparquies més fora del territori canònic de les quals Adilabad, Bijnor, Chanda, Gorakhpur, Jagdalpur, Kalyan, Rajkot, Sagar, Satna, Faridabad, Hosur, Shamsabad i Ujjain a l'Índia tenen jurisdicció exclusiva i l'Eparchia de St. Thomas de Chicago als Estats Units d'Amèrica i l'Eparquia de Sant Tomàs l'apòstol de Melbourne a Austràlia, Eparquia de Gran Bretanya, Eparquia de Mississauga, Canadà, que gaudeixen de jurisdicció personal.

#### Províncies eclesiàstiques adequades
La majoria dels creients d'aquesta església s'organitzen sota 5 arxiepàrquies metropolitanes (arxidiòcesis), totes a Kerala, i les seves eparquies sufragànies.
- Arxieparquia major d'Ernakulam-Angamaly
  - Eparquia d'Idukki
  - Eparquia de Kothamangalam
- Arxieparquia metropolitana de Changanassery
  - Eparquia de Kanjirappally
  - Eparquia de Palai
  - Eparquia de Thuckalay
- Arxieparquia de Kottayam (nominalment metropolitana, però sense sufragànies)
- Arxieparquia metropolitana de Tellicherry
  - Eparquia de Belthangady
  - Eparquia de Bhadravathi
  - Eparquia de Mananthavady
  - Eparquia de Mandya
  - Eparquia de Thamarassery
- Arxieparquia metropolitana de Thrissur
  - Eparquia d'Irinjalakuda
  - Eparquia de Palghat
  - Eparquia de Ramanathapuram

#### Eparquies fora de Kerala
- Eparquia de Bijnor
- Eparquia de Gorakhpur
- Eparquia de Sagar
- Eparquia de Satna
- Eparquia de Ujjain
- Eparquia de Kalyan
- Eparquia de Rajkot
- Eparquia de Adilabad
- Eparquia de Chanda
- Eparquia de Jagdalpur
- Eparquia de Shamshabad

#### Jurisdiccions exemptes
- Eparquia de Faridabad, prop de Delhi, també serveix Haryana, (Indian) Punjab, Himachal Pradesh, Jammu i Kashmir i parts de Uttar Pradesh
- Eparquia de Hosur, a Tamil Nadu, establerta l'octubre de 2017[44]
- Eparquia de Shamshabad, inclou tot el país de l'Índia que no està inclòs a les eparquies existents, establert l'octubre de 2017[44]

Fora de l'Índia
- Eparquia de Mississauga, pel Canadà
- Eparquia de Melbourne, per Austràlia
- Eparquia de Chicago, pels Estats Units
- Eparquia de Gran Bretanya a Preston, Anglaterra, per Anglaterra, Gal·lès i Escòcia